# Garolden
Garolden ist eine Ortschaft und eine Katastralgemeinde (21117) der Marktgemeinde Gastern im Bezirk Waidhofen an der Thaya in Niederösterreich mit 96 Einwohnern (Stand 1. Jänner 2024).

## Geografie
Die Ortschaft liegt östlich von Gastern auf einem nach Süden exponierten Hang mit einer Seehöhe von ca. 495 Metern über dem Adriatischen Meer. Der Name bezieht sich auf das keltische Wort für Abhang: garald. Am 1. April 2020 umfasste die Ortschaft 53 Adressen.
Garolden hat eine Fläche von ca. 3,6 km², davon werden rund 2,8 km² landwirtschaftlich genutzt, rund 0,65 km² sind Waldfläche und rund 5,5 ha (0,055 km²) sind bebaut. Das Flächenausmaß vom Gewässer in Garolden beträgt etwa 1,7 ha. Die restlichen rund 10 ha werden unter anderem für Verkehrswege genutzt.
Durch das Dorf führt die Landesstraße L8168, von der im Ort die L8169 in Richtung Norden abzweigt. Der Reutbach ist ebenfalls teil von Garolden. Dieser fließt über den Schwarzbach in den Taxenbach und anschließend in die Thaya.

## Geschichte
Die Ortschaft Garolden trug im Laufe der Zeit mehrere weitere Namen: Garoldten, Garoten, Gorott sowie Gorolden, was heute noch im Dialekt gebräuchlich ist.
Im Jahre 1112 gaben 7 Häuser in Garolden den ganzen Zehnt zum Stift St. Georgen an der Traisenmündung, Garolden gehörte zum Zehntamt Pleßberg. Im 13. Jahrhundert gaben dem Stift Herzogenburg sieben Lehen den Zehnt. 1348 waren die Zehnte an Heinrich Truglinger verpachtet. Am 30. Juli 1445 bewilligte Kaiser Friedrich IV. schließlich Georg von Puchheim, dass erst seine Frau Elsbet von Neuhaus mit ihrer Heimsteuer auf die österreichischen Lehen Markt Dobratsberg und die Dörfer Erkchengers, Teuffenbach, Trugleins, Rugers (Riegers), Presberg (Plessberg), Gorolten, Hohenaich (Hohenau) und Sletor verweisen dürfe. Bevor Garolden zu Dobersberg kam, gehörte es zum Schellingshof, der später mit Dobersberg vereinigt wurde. 1584 besaß Sigmund von Puchheim auf Dobersberg in Garolden 26 Holden; um 1590 fünf untertänige Häuser und eine Mühle.
1642 wird die Holzmühle erwähnt, die zwischen Frühwärts und Garolden lag. Sie ist heute nicht mehr in Betrieb, das Gebäude steht aber noch. 1675 musste das Dorf von 16 Häusern den Zehent leisten und 1783 kam Garolden von der Pfarre Kautzen nach Gastern. Damals hatte das Dorf 30 Häuser und 174 Einwohner. 1795 zählte die Ortschaft Garolden bereits 37 Häuser. Im Jahr 1822 wurde der Ort als Dorf mit 41 Häusern genannt, das nach Gastern eingepfarrt war, wohin auch die Kinder eingeschult wurden. Die Herrschaft Dobersberg besaß die Ortsobrigkeit, übte die Landgerichtsbarkeit aus, besorgte die Konskription und hatte die Grundherrschaft inne. 1823 wurde die Ortschaft unter der Habsburgermonarchie für den Franziszeischen Kataster erfasst. 1842 zählte Garolden 46 Häuser, davon 26 Bauernhäuser, mit 306 Einwohnern. 1882 wurde ein Antrag auf eine eigene Schule in Garolden abgelehnt, 1895 das Armenhaus verkauft.

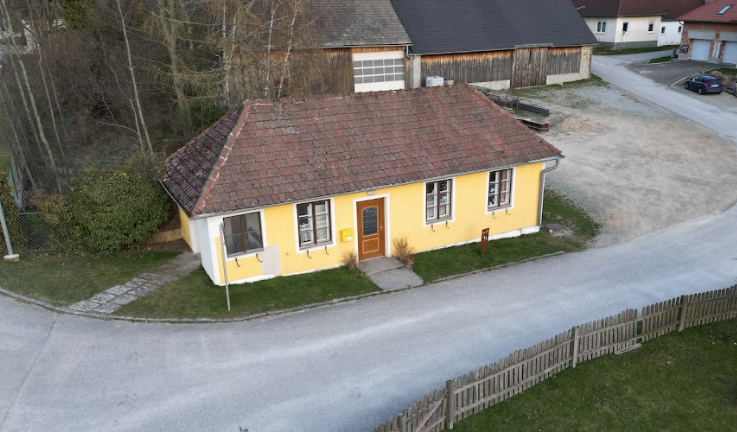
Vereinshaus (Ehemaliges Kühlhaus) des Verschönerungsvereins Garolden

Die Pfarrchronik verzeichnet 7 Gefallene des Ersten Weltkrieges aus Garolden. Bei einer Volkszählung 1934 hatte der Ort 47 Häuser mit 200 Einwohnern. Laut Adressbuch von Österreich waren im Jahr 1938 in Garolden ein Gastwirt, ein Gemischtwarenhändler, eine Mühle samt Sägewerk, ein Schmied, zwei Schuster, ein Trafikant, ein Tischler, ein Weber und mehrere Landwirte ansässig. Der Bürgermeister der Ortschaft war von 1938 bis 1945 Johann Pischinger. Der Zweite Weltkrieges brachte 15 Gefallene aus Garolden mit sich.
1946 bis 1948 wurde Garolden elektrifiziert, 1954 bis 1957 der Reuthbach reguliert und 1975 eine elektrische Läuteanlage für die Kapelle angebracht. 1976 gab es nur noch 38 bewohnte Häuser mit 151 Einwohnern. 1982 bis 1983 wurde der Güterweg „Zulüß Garolden“ gebaut, 1985 kam es zur Neueindeckung der Kapelle, 1988 bis 1990 zur Räumung und Sanierung des Reuthbaches, 1989 zur Sanierung der Ortsdurchfahrt, 1993 bis 1994 zu Bau des Güterwegs „Garolden Holzmühle“, 1994 bis 1995 des Güterwegs „Pleßbergfeld“ und 1997 zur Errichtung eines Kinderspielplatzes.
Bei der Volkszählung vom 15. Mai 2001 kam Garolden auf 124 Einwohner. 2005 wurde ein Verschönerungsverein gegründet. 2007 wurden Garolden an die Kläranlage Gastern und die öffentliche Wasserleitung angeschlossen und Stromkabel in die Erde verlegt. 2010 wurden das ehemalige Kühlhaus und das ehemalige Waaghaus durch den Verschönerungsverein renoviert. 2019 erreichte der in Niederösterreich voranschreitende Glasfasernetzausbau die Ortschaft. Am 23. März 2023 wurde die Garoldnerin Viktoria Hutter (ÖVP) vom Niederösterreichischen Landtag in den Bundesrat einberufen.

## Kapelle

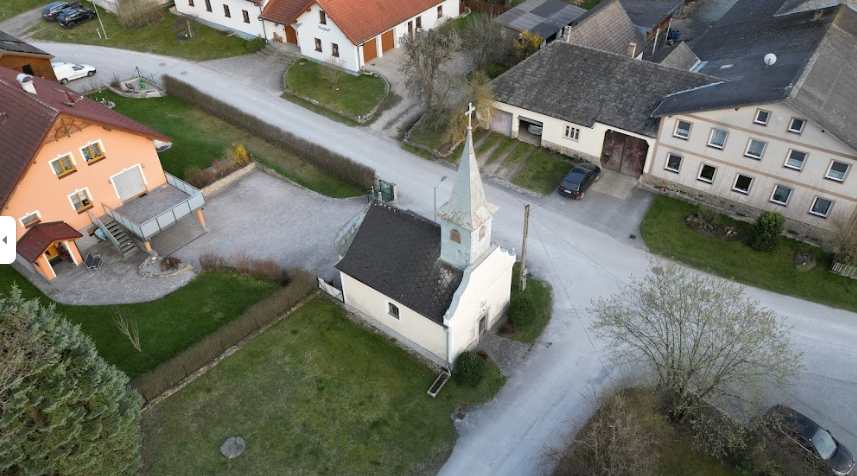
Kapelle in Garolden

Mitten im Ort steht eine Betkapelle. Auf dem Altar befindet sich eine Statue der Unbefleckten Empfängnis. An der Seitenwand ist ein Bild des guten Hirten aus der Kapelle von Peygarten. Im Jahr 1917 musste die alte Glocke abgeliefert werden. Sie hatte einen Durchmesser von 50 Zentimetern und ein Gewicht von 72 Kilogramm. Es kam dann zum Ankauf einer Stahlglocke mit 100 Kilogramm. Die Kosten von 7.000 Kronen (heute etwa 860 Euro) brachte der Ort selbst auf. Pfarrer Florian Spiegl weihte diese Glocke am 30. Mai 1920 in der Pfarrkirche Gastern.